# Lukáš Mašek
Lukáš Mašek, né le 8 mai 2004 en Tchéquie, est un footballeur tchèque qui évolue au poste d'attaquant au Mladá Boleslav.

## Biographie

### En club
Né en Tchéquie, Lukáš Mašek est formé par le Mladá Boleslav. C'est avec ce club qu'il fait ses débuts en professionnel, jouant son premier match le 8 novembre 2020, à seulement 16 ans, lors d'un match de championnat face au SK Slavia Prague. Il entre en jeu et son équipe s'incline par un but à zéro. Avec cette apparition il devient le premier joueur né en 2004 à jouer dans le championnat tchèque.
Le 19 août 2021, Lukáš Mašek prolonge son contrat avec le FK Mladá Boleslav jusqu'en juin 2023,.

### En sélection
Lukáš Mašek représente l'équipe de tchéquie des moins de 19 ans, jouant son premier match le 5 septembre 2021 contre la Belgique. Il est titularisé et les deux équipes se neutralisent (3-3). Il marque son premier but contre la Lettonie le 24 août 2022, participant ainsi à la victoire des siens (4-0).